# Le Poislay

Le Poislay este o comună în departamentul Loir-et-Cher, Franța. În 1 ianuarie 2022 avea o populație de 198 de locuitori.